# Soapdish
Segredos de uma Novela (Soapdish) é um filme de comédia americano de 1991, dirigido por Michael Hoffman, com base no roteiro de Robert Harling e Andrew Bergman. O filme mostra  os fatos que se passam nos bastidores de uma popular Soap Opera americana, envolvendo toda o elenco e equipe de produção.
É estrelado por Sally Field, que vive uma renomada atriz conhecida como 'A Queridinha da América', e  que interpreta a principal personagem da novela "O Sol Também se Põe".
Kevin Kline, Robert Downey Jr., Elisabeth Shue, Whoopi Goldberg, Teri Hatcher, Cathy Moriarty, Garry Marshall, Kathy Najimy e Carrie Fisher desempenham os demais papéis principais do filme. Por seu papel nesse longa, Kline foi indicado ao Globo de Ouro de melhor ator em comédia ou musical.

## Elenco
- Sally Field –  Celeste Talbert / "Maggie"
- Kevin Kline –  Jeffrey Anderson / "Dr. Rod Randall"
- Robert Downey Jr. –  David Seton Barnes
- Cathy Moriarty – Montana Moorehead / "Nurse Nan"
- Elisabeth Shue – Lori Craven / "Angelique"
- Whoopi Goldberg – Rose Schwartz
- Carrie Fisher – Betsy Faye Sharon
- Garry Marshall –  Edmund Edwards
- Teri Hatcher – Ariel Maloney / "Dr. Monica Demonico"
- Kathy Najimy – Tawny Miller
- Paul Johansson – Blair Brennan / "Bolt"
- Sheila Kelley – Fran